# Бизунски, Пинхас
Пинхас Бизунски (ивр. פנחס ביזונסקי‎, 28 июня 1895 — 10 ноября 1992) — ведущий израильский архитектор, родившийся в Польше.

## Биография
Пинхас Бизунски изучал архитектуру в Германии. Репатриировался в Палестину в 1922 году. Начал работать с архитекторами Хаимом Симой (Chayim Sima) и Ведрисом Голдманом (Vedris Goldman). Вскоре открыл собственную контору.  Бизунски был другом поэта Бялика, а также активным членом  Общества Свободных Каменщиков. Последние годы жизни провел в доме для престарелых Вицо.

## Основные проекты и постройки
В Тель-Авиве, Израиль:
- Жилой дом, улица Ха-Яркон, 96
- Жилой дом, улица Бальфур, 40
- Жилой дом, улица Мазе, 21[4]
- Жилой дом, улица Ха-Гильбоа, 14
- Бульвар Ротшильда, 75
- Дизенгоффский Круг, 1
- Собственный жилой дом, улица Эйн-Веред, 4